# 알토 플루트
알토 플루트(alto flute)는 큰 플루트이다. 플루트의 정확히 4도 아래 소리가 나지만 기보는 플루트와 똑같이 한다. 

## 형태
U자로 굽은 것과 일직선으로 된 것 두 가지가 있다.

## 오케스트라에서의 사용
이고르 스트라빈스키(《봄의 제전》에서 사용), 모리스 라벨(《다프니스와 클로에》에서 사용) 등이 알토 플루트를 쓴 이래 알토 플루트는 오케스트라의 일원으로써 자리잡았다.